# دان باتلر
دان باتلر (بالإنجليزية: Dan Butler)‏ (26 أغسطس 1994 في المملكة المتحدة - ) هو لاعب كرة قدم بريطاني في مركز الدفاع. لعب مع نادي بورتسموث ونادي توركي يونايتد وهافانت أند ووترلوفيل ونادي ألدرشوت تاون.

## وصلات خارجية
- دان باتلر على موقع قاعدة بيانات كرة القدم.إي يو (الإنجليزية)
- دان باتلر على موقع Soccerbase.com (لاعب) (الإنجليزية)
- دان باتلر على موقع Soccerway.com (الإنجليزية)